# Поділля (Хмельницький)
«Поділля» — український футбольний клуб з міста Хмельницького. Утворений у 1960 році. Протягом своєї історії клуб виступав під назвами «Динамо» та «Хвиля». Нинішню назву — «Поділля» — клуб отримав у 1978 році. Виступає у Першій лізі чемпіонату України.

## Історія

### Колишні назви
- 1926–1975: «Динамо»
- 1975–1978: «Хвиля»
- 1978–1993: «Поділля»
- 1993–1994: «Норд-АМ-Поділля»
- з 1994 року — «Поділля»

### Зародження
У 1915 році у Проскурові відбулась футбольна гра, в якій команда з міста Жмеринка зустрічалася з місцевою командою. Після запровадження всевобучу, в 1921—1922 роках Юрій Смолич в складі інструкторської футбольної команди приїздив у Проскурів демонструвати команді авіаторів повітряної ескадрильї кваліфіковану гру. Однак це були лише епізоди. У повну силу футбол про себе заявив у 1920-х роках. У кінці 1920 року в місті розквартирувалася восьма кавалерійська дивізія. Бійці саме цього військового підрозділу й почали першими проводити регулярні футбольні матчі. Спогади донесли до нас деякі прізвища основних гравців − приміром, Волкова (після Другої світової війни був директором стадіону в Кам'янці), Пересипкіна (майбутній маршал СРСР). Футболісти дивізії стали ініціаторами створення в Проскурові перших команд. Так, у Ведмедівському (нині Червоноармійському) провулку була організована молодіжна команда «Ведмеді». З неї вийшло чимало непоганих футболістів: брати Ляховичі, Цердя, Ястребов, Побережний, Чишейко, Завєдєєв, Кісін складатимуть згодом кістяк збірної міста, граючи за різні команди.

### ФК «Динамо»
У жовтні 1924 року в УРСР було створено спортивне товариство «Динамо» (перед Другою світовою війною спортивно-оборонне, а у 1960—1980-х фізкультурно-спортивне). В Проскурові, при окружному відділі НКВС та особливому відділі ДПУ, також організовали динамівський спортивний колектив. Перші футбольні зустрічі динамівців Проскурова з командами Кам'янця-Подільського, Волочиська та Славути відбулись у 1926 році.
Відбувались зустрічі динамівців з командами з інших міст України. В 1926-28рр. команда «Динамо» з великим рахунком переграла студентську збірну Києва. Перемогла «Шахтар» з Кадіївки — 2:1. Варто згадати поєдинок у 1928-му році проти одеських «динамівців», за яких тоді виступав один із найкращих нападників свого часу, чемпіон Росії 1913 року Олександр Злочевський, а також гравці збірних України та СРСР Казимир Піонтковський і Михайло Малхасов. Гості двічі вели у рахунку, однак під завісу матчу подоляни вирвали почесну нічию − 2:2.
| «Динамо» |

На початку своєї історії у 1930-х роках динамівці виступали у чемпіонатах Проскурова, і майже без зусиль перемагали на міських змаганнях. Успішно виступало проскурівське «Динамо» на окружних першостях, де конкуренція була досить гострою. Проскурівським динамівцям успішно протистояли одноклубники з Волочиська, та залізнична команда «Желдорбат».
Нова історія радянського футболу розпочалася у 1936-му, коли почали проводитися клубні чемпіонати СРСР. Того ж року стартував і чемпіонат УРСР серед колективів фізкультури, до участі в якому допускалися лише найкращі регіональні команди. Попервах, до 1939 року, честь області захищали кам'янчани. Однак після їхніх не зовсім вдалих виступів облспорткомітет у 1940-41 роках заявив для участі в змаганнях команду «Динамо» Проскурів.
Після війни футбольне господарство було вкрай занедбане. Не вистачало м'ячів, екіпірування, інвентарю. Коли ж вирішили провести обласні змагання, з'ясувалося, що в окрузі немає жодного футбольного судді. На засіданні облспорткомітету й проскурівської міської влади питання поставили руба. Було наведено порядок на стадіоні, організували курси з підготовки арбітрів, і вже у 1947 році пройшов розіграш кубку області, який приніс перемогу проскурівському «Динамо». У 1948 році в місті нарешті з'явився кваліфікований тренер Василь Сердюков. Під його орудою міщани в першості УРСР посіли у своїй зоні друге місце, відставши від вінницької команди лише на очко.
У 50-х роках 20 століття за часів Радянського Союзу найсильнішою командою Хмельницького було «Динамо». Беручи участь у змаганнях колективів фізичної культури, динамівці кілька разів пробивалися до їх фіналу, однак виступали невдало.

1951 р.- 8 місце

1952 р — 5 місце

1953 р — 4 місце

В 1960 році команда «Динамо» отримує професійний статус та дебютує серед команд майстрів класу «Б» цей рік і є офіційним заснуванням клуба. Дебют виявився невдалим, останнє 17-е місце.
З приходом до команди наприкінці 1960 року майстра спорту Є. П. Лемешка, справи поліпшилися, команда одразу ж посіла восьму позицію. Тоді ж хмельничани провели перший у своїй історії міжнародний матч, перемігши гостей з румунського міста Тирговіште − 2:0.
1963 рік приніс реорганізацію футбольного господарства країни. Було створено другу групу класу «А», до якої увійшли 18 команд з класу «Б». А в наступному сезоні дві українські зони були розширені до трьох, в кожну з яких увійшли по 16 команд з класу «Б». Де опинилося і хмельницьке «Динамо». Під керівництвом головного тренера Є. П. Лемешка і його помічника Ю. А. Аванесова команда займала місця:

1964 р.— 7 місце;

1965 р. — 10 місце.
Найбільшого свого успіху команда досягла у 1966 році, виборовши у своїй зоні перше місце. Звання чемпіона України розігрувалося у стикових поєдинках із переможцем іншої зони − «Авангардом» із Жовтих Вод. Двох матчів, для виявлення найсильнішого виявилося замало, тож зіграли третій поєдинок, який приніс успіх «Авангарду». Два роки по тому команда на чолі з Євгеном Лемешком все-таки піднялася на сходинку вверх — подоляни посіли у фінальній пульці підсумкове 5-е місце, яке дозволяло, у зв'язку із розширенням Класу А, виступати у престижнішій лізі.
У 1971 році пройшла реорганізація радянського футбольного господарства, і «Динамо» потрапило до другої ліги, в якій незмінно виступало протягом 21 сезону В 1972 р. під керівництвом Бориса Усенка команда провела хороший сезон зайнявши 6 місце. В іі складі виділялися відомі гравці Лещук Іваненко Єськін Г. Іщенко

### ФК «Хвиля»
В 1975 році команда перейшла під керівництво обласної організації профспілок і змінила назву на «Хвиля» м. Хмельницький. В цей час з'явились в команді талановиті місцеві вихованці С.Сапешко, І.Хіблін, В.Бурмич, Повернувся на сезон Ігор Іваненко

### ФК «Поділля»
В 1978 році команду передали у відання обласної ради ДСТ «Авангард», відтак вона отримала назву «Поділля» Хмельницький і була закріплена за Хмельницьким радіотехнічним заводом. Основа команди складалась з досвідчених В.Грушка, Л.Пасемчука, М.Завальнюка, а також талановитих молодих футболістів М.Середюка, В.Муравського, В. Криворученка. Очолював команду В. В. Онисько..
В 1980 році промислове об'єднання «Новатор», куди ввійшов Хмельницький радіотехнічний завод, стає новим керівником клубу.
В сезонах 1983 і 1984 рр. з командою працює Андрій Біба. Надовго запам'яталося вболівальникам обласного центру «Поділля» зразка 1986-89 рр. Із приходом до команди Іштвана Секеча в 1986 р. гра хмельничан стабілізувалася, і команда двічі поспіль входила до вісімки найкращих клубів республіки.
Традиції Секеча продовжив тоді ще мало кому відомий Мирон Маркевич

1988 р. — 5 місце; 

1989 р. — 11 місце. 

Тоді в команді успішно грали такі досвідчені майстри, як Бугай, Саулевич, Юрчишин, Чабан, Леськів Аргудяєв. А поряд із ними набиралася сил перспективна молодь − Ковалець, Гуральський, Ніченко та інші.

### Чемпіонати незалежної України

Хмельницьке Поділля, переможець Другої ліги Групи А, 1998

Весною 1992 р. Україна провела свій перший чемпіонат по футболу. Було створено дві футбольні ліги: вищу і першу. Змагання проводилися в одне коло. По результатам виступу в останньому чемпіонаті СРСР «Поділля» потрапило в першу лігу і посіло по підсумках чемпіонату 4 місце серед 14 команд. Тренував команду М. В. Гриневич. Другий чемпіонат, як і всі наступні проводився по системі «осінь- весна». Було створено другу футбольну лігу.
В 1993 році створюється футбольний клуб «НОРД-АМ-ЛТД-ПОДІЛЛЯ» за назвою головного спонсора команди однойменної канадсько-української компанії. Головним тренером став Ю. А. Аванесов. Команда зайняла 8 місце з 22 команд.

В 1994 р. — 11 місце з 22 команд, а в 1995 році 6 місце з 22 команд.
Сезон 1997/1998 рр. команда провалила і вилетіла в другу лігу. На тренерському містку відбулася зміна, замість Ю.Аванесова прийшов Віталій Кварцяний. Він пробув в команді до вересня 1997 р. Першу половину сезону 1997—1998 рр. команда без головного тренера закінчила на 2 місці в групі «А» «західний регіон». В міжсезоння в команду повертається Ю. А. Аванесов, приходять талановиті футболісти І.Тимощук, Ю.Кривченко, І.Товкач, О.Бойчишин. Залишаються в команді Г.Бабуадзе, В.Луценко, В.Мацюк, Я.Хома. Сезон команда закінчила на першому місці. Наступним етапом виходу до першої ліги стала перемога в перехідному турнірі.
Сезон 1998/1999 рр. команда розпочала в першій лізі. Але наступного сезону вона знову опинилася в другій лізі. Спроби повернутися були марними — завжди не вистачало очок для того, щоб посісти перше місце. П'ять сезонів поспіль «Поділля» грало в другій лізі:

Сезон 1999—2000 — 2 місце з 16 команд; 2000/01 — 6 з 15; 2001/02 — 3 з 19; 2002/03 — 3 з 15; 2003/04 — 2 з 16.

### Об'єднання з ФК «Красилів»
У сезоні 2004—2005 у Хмельницький переїжджає «Красилів-Оболонь» і після об'єднання з місцевою командою отримує назву ФК «Поділля» м. Хмельницький і надалі грає у першій лізі, як і в попередніх (2002/2003, 2003/2004) роках. Цей сезон команда завершила на 13 сходинці. У сезоні 2005—2006 перед «Поділлям» стояло завдання посісти місце в десятці. З чим команда і справилася. «Поділля» фінішувало на 7-му місці. Сезон 2006—2007 став для хмельничан «новоствореним» для команди. «Поділля» в першій лізі зіграло 1 коло та 2 матчі 2 кола, посівши 15 сходинку, і перебазувалось назад до Красилова через непорозуміння із хмельницькою владою. В Україні з'явилося два хмельницьких «Поділля». Одне в Красилові, інше в Хмельницькому. У Красилові команда першої ліги, у Хмельницькому — аматорської. Отож, з квітня 2007 року почалася нова ера хмельницького «Поділля».

### КП ФК «Поділля-Хмельницький»
У Хмельницькому створюється аматорська команда КП ФК «Поділля-Хмельницький». З квітня 2007 року команда розпочала виступи в аматорській лізі, в якій провела 8 поєдинків (5 перемог, 1 нічия, 2 поразки). 6 червня 2007 року «Поділля» здобуло найбільшу свою виїзну перемогу в історії. У Здолбунові хмельничани перемогли «Волинь-Цемент» з рахунком 7:0.
26 червня 2007 року команда отримала статус професіонального футбольного клубу. А 14 липня «Поділлю» був представлений новий головний тренер Богдан Блавацький. Саме він керує командою в другій лізі в сезоні 2007/2008. За підсумками першого кола команда посіла 4 місце. Але, зігравши перший матч другого кола, на зимові канікули «Поділля» пішло на 5 місці, відстаючи від третьої позиції на одне очко. Однак чемпіонат команда завершила на 3 місці, виконавши завдання, яке перед неї ставило керівництво клубу.
Перед стартом чемпіонату 2008/2009 Богдан Блавацький залишив «Поділля», перейшовши працювати до вінницької «Ниви». Наставником подолян став колишній помічник Богдана Ігоровича Ярослав Бобиляк. Команда під керівництвом Бобиляка провалила чемпіонат — посівши за підсумками 21 туру 15 місце з 17 команд.
Наприкінці 2008 року рішенням Хмельницької міської ради комунальне підприємство «Футбольний клуб „Поділля-Хмельницький“» ліквідували. Проведена інвентаризація активів КП "ФК «Поділля-Хмельницький» та передано на баланс Хмельницької дитячо-юнацької спортивної школи № 1 (рішення виконавчого комітету Хмельницької міської ради № 439 від 15.05.2009 р.) Його правонаступником у другій лізі стало хмельницьке «Динамо».

### «Поділля»
У 2007, 2008, 2010 і 2011 роках «Поділля» виступало в чемпіонаті Хмельницької області. В 2010 році команда у складі з досвідченими Олексієм Сенделем і Ігорем Стасюком виграла його.
У чемпіонат області 2013 року заявлена під назвою «Поділля-Олімп». Частину ігор за команду провів досвідчений Олег Колтуновський.
У 2014 році «Поділля» взяло участь в чемпіонаті ААФУ на чолі з відомим тренером Миколою Федорком. За команду грав найкращий бомбардир «Поділля» 2011 року Федір Семенюк та найкращий бомбардир «Поділля» 2007, 2009 та «Динамо» 2011 Олексій Колесніков.
У 2016 році хмельницький футбольний клуб «Поділля» знову зайшов на аматорський чемпіонат України, але вже влітку отримав професіональний статус і був заявлений у Другу лігу.

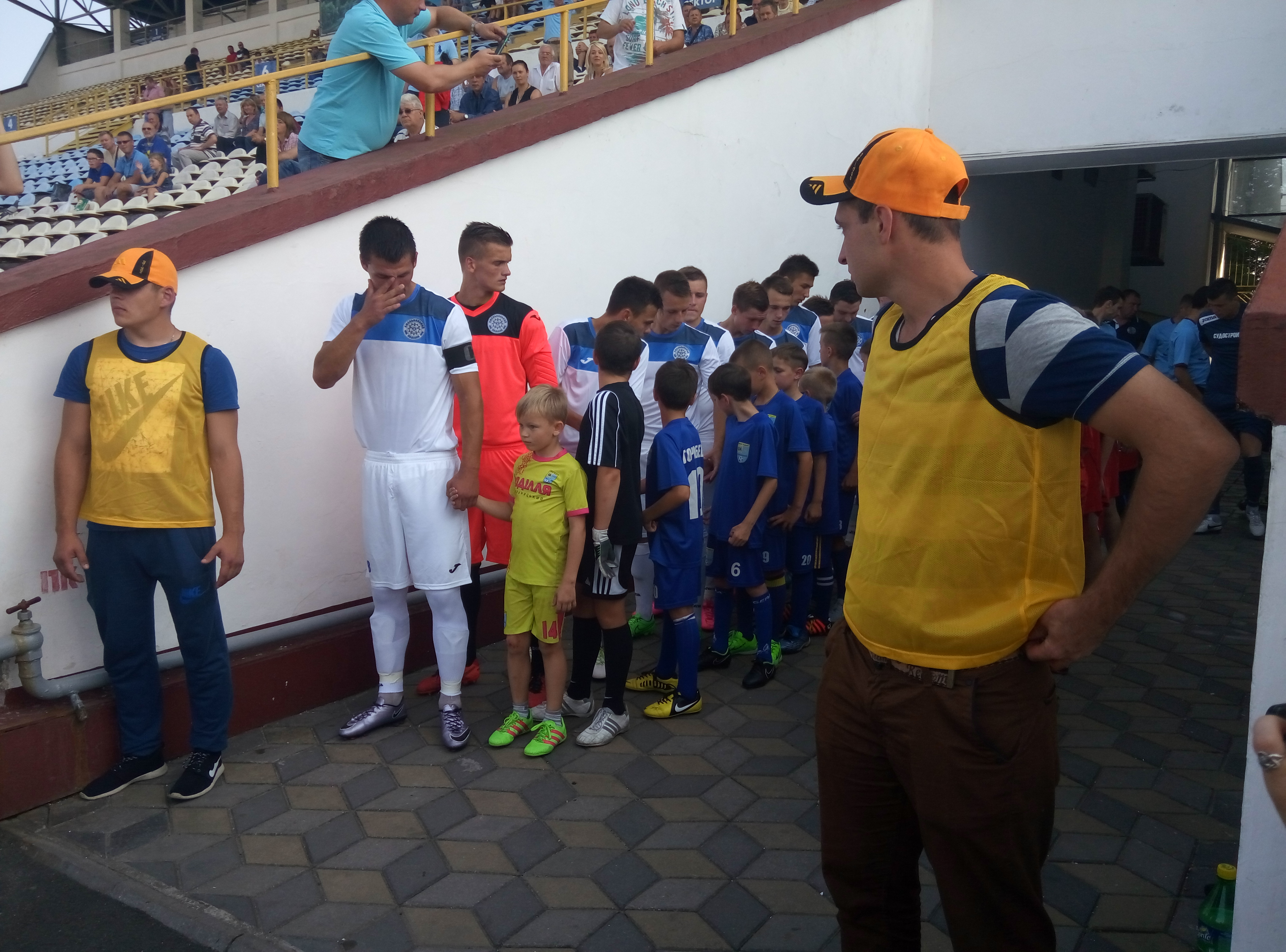
Вихід команд із підтрибунного приміщення, 24 липня 2016 року.
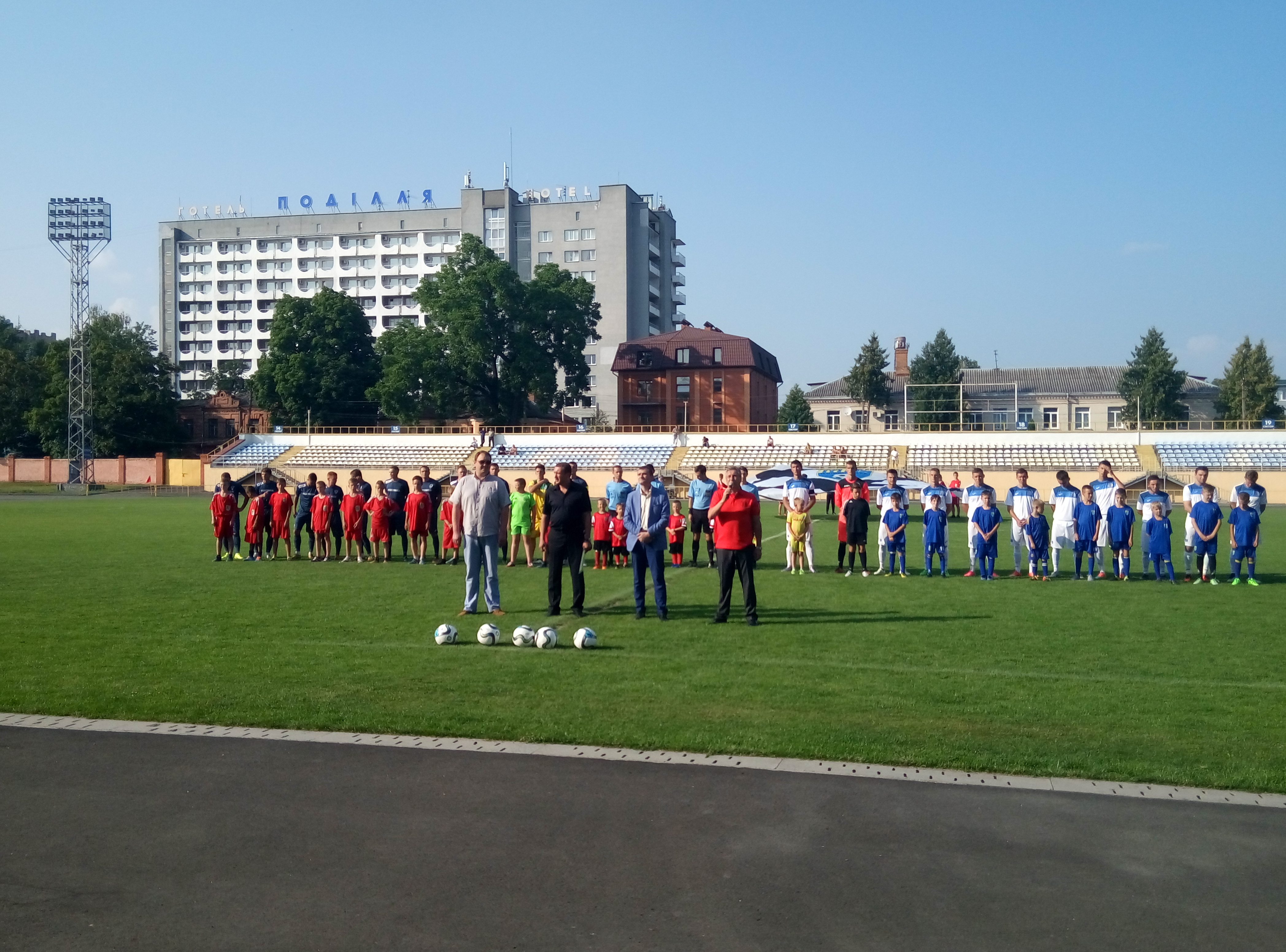
ФК «Поділля» — ФК «Суднобудівник», 24 липня 2016 року.
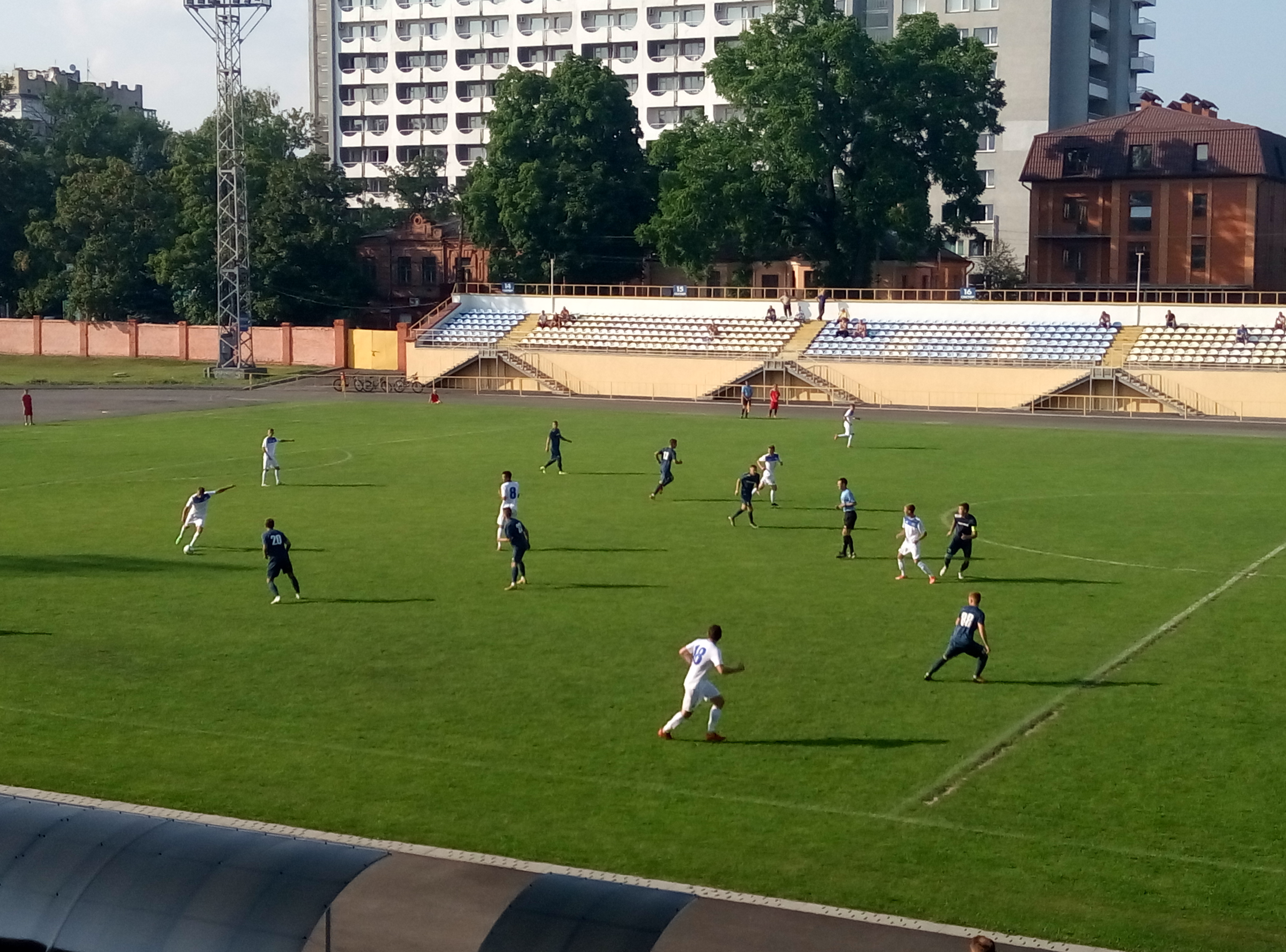
ФК «Поділля» — ФК «Суднобудівник», 24 липня 2016 року.

Після п'яти сезонів у другій лізі чемпіонату України, влітку 2021 року за тур до завершення змагань ФК «Поділля» достроково вийшов у Першу лігу. У сезоні 2020—2021 бойова основа команди складалась з досвідчених Олега Чуваєва, Олександра Воловика, Віталія Каверіна, Ігоря Карпенка, Володимира Савошка, Олександра Пернацького, Дмитра Пріхни, а також талановитих молодих футболістів Кирила Костенка, Яна Морговського, Андрія Ліповуза, Артема Панасенкова, Станіслава Мораренка, Фаді Салбака. Тому цей колектив не зупинився на досягнутому, а переміг в останньому матчі групового турніру дунаєвецький «Епіцентр». Таким чином, ФК «Поділля» вийшов в суперфінал другої ліги, ставши срібним призером чемпіонату.

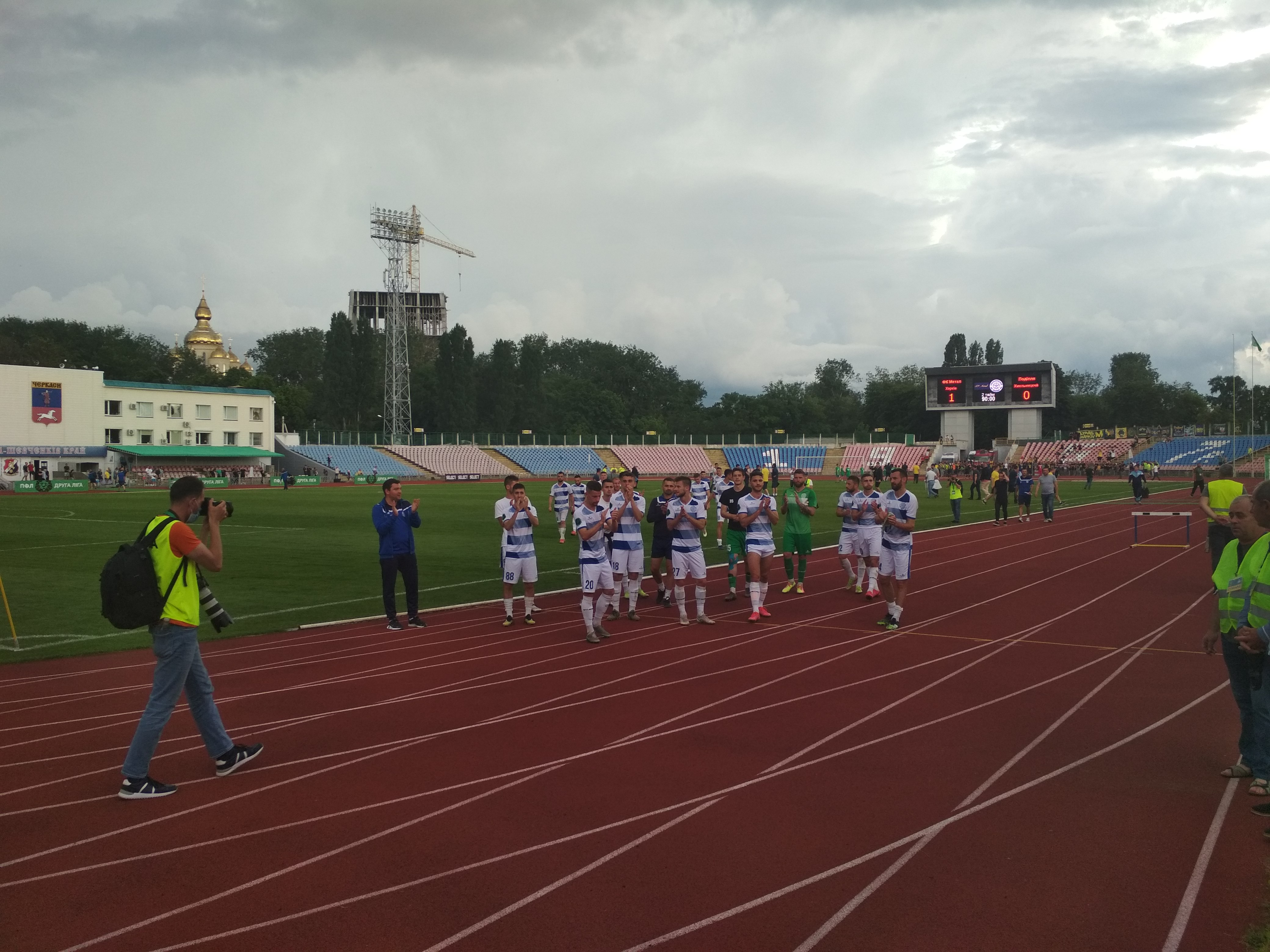
ФК «Поділля» у Черкасах, 16 червня 2021 року.

Повернення у першу лігу в сезоні 2021/22 для «Поділля» відбулося доволі вдало. Подоляни перемогли принципових суперників ФК «Полісся», ФК «Ужгород», зігравши внічию з тернопільською «Нивою», «Агробізнесом». А в другому колі, окрім «Полісся», переграли «Волинь» та «Авангард». Втім, чемпіонат не було дограно через російсько-українською війну. ФК «Поділля» фінішував на восьмому місці.
Після сезону перерви ФК «Поділля» відновив виступи у першій лізі. В сезоні 2023-24 у команді залишилися голкіпер Антон Задерейко, оборонець Олег Веремієнко, півоборонці Кирило Костенко, Олександр Цибульник, Дмитро Пріхна, нападники Ігор Карпенко та Віталій Каверін.
Команду поповнили ряд досвідчених гравців: Сергій Сімінін, Дмитро Непогодов, Валентин Корешков, а також молодь — Іван Оробець, Владислав Чушенко, Роман Назарчук, Гліб Савчук та Назар Лис.
У цьому чемпіонаті із такими принциповими суперниками як «Прикарпаттям», «Металістом» виїзні матчі вдалося зводити внічию. Хоча з «Карпатами» Мирона Маркевича були зафіксовані дві поразки, вдома перемогли тернопільську «Ниву» 2:0, харківський «Металіст» — 1:0 та «Буковину» з рахунком 2:0 на виїзді. У другому етапі ФК «Поділля» був посилений Кулішем, Кобзарем, Пасічником та Гемегою, а також залучена місцева молодь Федоров та Гамолов. Таким чином, у групі «Вибування» хмельничани домашні матчі виграли, зокрема у «Металурга» із Запоріжжя — 3:1 та «Діназа» Олександра Головка — 3:0.
Сезон 2024—2025 подоляни проводили знову в оновленому складі. Покинули команду Кобзар, Куліш, Пріхна, Савчук. Передсезонні збори не були продуктивними. З майстерних гравців приєдналися до Хмельницького колективу лише Шаврін, Савченко та Шкіндер. 
Початок чемпіонату виявився невдалим. Хоч спершу вдома перемогли ФК «Хуст», але закарпатці невдовзі знялися і результат було анульовано. Наступні ігри не вінчалися успіхом. Подоляни спромоглися здобути перемогу лише в домашньому матчі проти тернопільської «Ниви». Тут допоміг досвід і майстерність Непогодова та Шавріна. 
На першому етапі ще до активу хмельничан можна занести виїзні нічиї проти «Металіста» та «Буковини». Інші нічийні результати з «Минаєм» та «Прикарпаттям» та домашні поразки були марною тратою очок. 
Після поразки на стадіоні Поділля від «Миная» подав у відставку головний тренер Віталій Костишин. В Івано-франківську в.о. головного тренера був Андрій Федоренко. З наступних матчів керував діями подолян Сергій Ковалець.
У міжсезонні наполовину змінився склад «Поділля» пішли з команди 12 гравців.
Натомість колектив поповнили досвідчені Квасов, Юрчук, Балан, Кухарук, Савін, Азізов. Та ряд молодих виконавців Кондратюк, Серафімов, Савчук, Профатило. Повернувся Куліш. 
Навесні результати помітно покращилися. Подоляни перемогли на виїзді «Металург», «Маріуполь», «Вікторію», «Кремінь». Щоправда вдома вдавалися лише нічиї. Тому ФК «Поділля» після закінчення чемпіонату взяв участь у стикових матчах за право грати у Першій лізі.

## Склад команди
Станом на 28 березня 2025  року відповідно до офіційної заявки на сайті ПФЛ
| №  | Поз. | Нац.    | Гравець                    |
| -- | ---- | ------- | -------------------------- |
| 1  | ВР   | Україна | Валерій Юрчук              |
| 12 | ВР   | Україна | Дмитро Фастов              |
| 55 | ВР   | Україна | Антон Задерейко            |
| 99 | ВР   | Україна | Євген Кондратюк            |
| 4  | ЗХ   | Україна | Валентин Корешков          |
| 6  | ЗХ   | Україна | Олександр-Насімі Сєрафімов |
| 17 | ЗХ   | Україна | Владислав Чушенко          |
| 19 | ЗХ   | Україна | Владислав Шкіндер          |
| 22 | ЗХ   | Україна | Сергій Заєць               |
| 27 | ЗХ   | Україна | Володимир Швець            |
| 33 | ЗХ   | Україна | Олег Веремієнко            |
| 39 | ЗХ   | Україна | Денис Балан (віце-капітан) |
| 44 | ЗХ   | Україна | Богдан Ковальчук           |
| 2  | ПЗ   | Україна | Павло Савчук               |

| №  | Поз. | Нац.    | Гравець                |
| -- | ---- | ------- | ---------------------- |
| 5  | ПЗ   | Україна | Назар Лис              |
| 8  | ПЗ   | Україна | Орест Панчишин         |
| 9  | ПЗ   | Україна | Віталій Гемега         |
| 15 | ПЗ   | Україна | Андрій Кухарук         |
| 16 | ПЗ   | Україна | Андрій Вільховий       |
| 18 | ПЗ   | Україна | Давронбек Азізов       |
| 20 | ПЗ   | Україна | Іван Оробець           |
| 35 | ПЗ   | Україна | Антон Савін            |
| 77 | ПЗ   | Україна | Олександр Сніжко       |
| 7  | НП   | Україна | Ярослав Квасов         |
| 10 | НП   | Україна | Максим Куліш           |
| 13 | НП   | Україна | Євгеній Профатило      |
| 23 | НП   | Україна | Вадим Шаврін (капітан) |
| 37 | НП   | Україна | Назар Гамолов          |

## Статистика виступів
| 1992    | Перша «А»                                           | 4 з 14                                              | 26                                                  | 10                                                  | 10                                                  | 6                                                   | 29                                                  | 21                                                  | 30                                                  | 1/32 фіналу                                         |                                                                     |                                                     |                                                     |
| 1992–93 | Перша                                               | 8 з 22                                              | 42                                                  | 15                                                  | 16                                                  | 11                                                  | 45                                                  | 39                                                  | 46                                                  | 1/64 фіналу                                         | Як «Норд-АМ-Поділля»                                                |                                                     |                                                     |
| 1993–94 | Перша                                               | 11 з 20                                             | 38                                                  | 13                                                  | 9                                                   | 16                                                  | 45                                                  | 47                                                  | 35                                                  | 1/32 фіналу                                         | Як «Норд-АМ-Поділля»                                                |                                                     |                                                     |
| 1994–95 | Перша                                               | 6 з 22                                              | 42                                                  | 20                                                  | 11                                                  | 11                                                  | 48                                                  | 30                                                  | 71                                                  | 1/32 фіналу                                         |                                                                     |                                                     |                                                     |
| 1995–96 | Перша                                               | 12 з 22                                             | 42                                                  | 18                                                  | 8                                                   | 16                                                  | 55                                                  | 42                                                  | 62                                                  | 1/16 фіналу                                         |                                                                     |                                                     |                                                     |
| 1996–97 | Перша                                               | 22 з 24                                             | 46                                                  | 11                                                  | 13                                                  | 22                                                  | 40                                                  | 66                                                  | 46                                                  | 1/32 фіналу Другого етапу                           | Пониження                                                           |                                                     |                                                     |
| 1997–98 | Друга «А»                                           | 1 з 18                                              | 34                                                  | 25                                                  | 3                                                   | 6                                                   | 69                                                  | 20                                                  | 78                                                  | 1/64 фіналу                                         | Підвищення                                                          |                                                     |                                                     |
| 1998–99 | Перша                                               | 16 з 20                                             | 38                                                  | 13                                                  | 12                                                  | 13                                                  | 39                                                  | 42                                                  | 51                                                  | 1/64 фіналу                                         | Пониження                                                           |                                                     |                                                     |
| 1999–00 | Друга «А»                                           | 2 з 16                                              | 30                                                  | 21                                                  | 5                                                   | 4                                                   | 67                                                  | 27                                                  | 68                                                  | 1/2 фіналу Кубку Другої ліги                        |                                                                     |                                                     |                                                     |
| 2000–01 | Друга «Б»                                           | 6 з 15                                              | 28                                                  | 15                                                  | 2                                                   | 11                                                  | 37                                                  | 28                                                  | 47                                                  | Не виступав                                         |                                                                     |                                                     |                                                     |
| 2001–02 | Друга «А»                                           | 3 з 16                                              | 36                                                  | 14                                                  | 11                                                  | 11                                                  | 38                                                  | 31                                                  | 53                                                  | 1/32 фіналу                                         |                                                                     |                                                     |                                                     |
| 2002–03 | Друга «А»                                           | 3 з 15                                              | 36                                                  | 27                                                  | 2                                                   | 7                                                   | 79                                                  | 31                                                  | 83                                                  | 1-ий раунд                                          |                                                                     |                                                     |                                                     |
| 2003–04 | Друга «А»                                           | 2 з 16                                              | 30                                                  | 17                                                  | 8                                                   | 5                                                   | 47                                                  | 20                                                  | 59                                                  | 1/32 фіналу                                         | Об'єднання з ФК «Красилів»[27]                                      |                                                     |                                                     |
| 2004–07 | Клуб виступав в обласному чемпіонаті[28]            | Клуб виступав в обласному чемпіонаті[28]            | Клуб виступав в обласному чемпіонаті[28]            | Клуб виступав в обласному чемпіонаті[28]            | Клуб виступав в обласному чемпіонаті[28]            | Клуб виступав в обласному чемпіонаті[28]            | Клуб виступав в обласному чемпіонаті[28]            | Клуб виступав в обласному чемпіонаті[28]            | Клуб виступав в обласному чемпіонаті[28]            | Клуб виступав в обласному чемпіонаті[28]            | Клуб виступав в обласному чемпіонаті[28]                            | Клуб виступав в обласному чемпіонаті[28]            | Клуб виступав в обласному чемпіонаті[28]            |
| 2007–08 | Друга «А»                                           | 3 з 16                                              | 30                                                  | 17                                                  | 7                                                   | 6                                                   | 47                                                  | 28                                                  | 58                                                  | 1/64 фіналу                                         |                                                                     |                                                     |                                                     |
| 2008–09 | Друга «А»                                           | 8 з 18                                              | 32                                                  | 14                                                  | 5                                                   | 13                                                  | 32                                                  | 38                                                  | 47                                                  | 1/32 фіналу                                         | Під час зимової перерви замінений на «Динамо» (Хмельницький)[29]    |                                                     |                                                     |
| 2010–16 | Клуб виступав в обласному чемпіонаті                | Клуб виступав в обласному чемпіонаті                | Клуб виступав в обласному чемпіонаті                | Клуб виступав в обласному чемпіонаті                | Клуб виступав в обласному чемпіонаті                | Клуб виступав в обласному чемпіонаті                | Клуб виступав в обласному чемпіонаті                | Клуб виступав в обласному чемпіонаті                | Клуб виступав в обласному чемпіонаті                | Клуб виступав в обласному чемпіонаті                | Клуб виступав в обласному чемпіонаті                                | Клуб виступав в обласному чемпіонаті                | Клуб виступав в обласному чемпіонаті                |
| 2016–17 | Друга                                               | 14 з 17                                             | 32                                                  | 7                                                   | 4                                                   | 21                                                  | 29                                                  | 68                                                  | 25                                                  | 1/64 фіналу                                         |                                                                     |                                                     |                                                     |
| 2017–18 | Друга «А»                                           | 9 з 11                                              | 27                                                  | 6                                                   | 4                                                   | 17                                                  | 23                                                  | 44                                                  | 22                                                  | 1/64 фіналу                                         |                                                                     |                                                     |                                                     |
| 2018–19 | Друга «А»                                           | 9 з 10                                              | 27                                                  | 6                                                   | 7                                                   | 14                                                  | 20                                                  | 34                                                  | 25                                                  | 1/64 фіналу                                         |                                                                     |                                                     |                                                     |
| 2019–20 | Друга «А»                                           | 6 з 11                                              | 20                                                  | 8                                                   | 5                                                   | 7                                                   | 23                                                  | 25                                                  | 29                                                  | 1/32 фіналу                                         | Сезон достроково завершено в зв'язку з пандемією COVID-19.[30]      |                                                     |                                                     |
| 2020–21 | Друга «А»                                           | 1 з 13                                              | 25                                                  | 17                                                  | 6                                                   | 1                                                   | 46                                                  | 13                                                  | 57                                                  | 1/64 фіналу                                         | Підвищення. Підсумкове друге місце (програш у матчі за перше місце) |                                                     |                                                     |
| 2021–22 | Перша                                               | 8 з 16                                              | 20                                                  | 7                                                   | 5                                                   | 8                                                   | 19                                                  | 18                                                  | 26                                                  | 1/64 фіналу                                         | Сезон достроково завершено через російське вторгнення в Україну     |                                                     |                                                     |
| 2022–23 | не брав участь через російське вторгнення в Україну | не брав участь через російське вторгнення в Україну | не брав участь через російське вторгнення в Україну | не брав участь через російське вторгнення в Україну | не брав участь через російське вторгнення в Україну | не брав участь через російське вторгнення в Україну | не брав участь через російське вторгнення в Україну | не брав участь через російське вторгнення в Україну | не брав участь через російське вторгнення в Україну | не брав участь через російське вторгнення в Україну | не брав участь через російське вторгнення в Україну                 | не брав участь через російське вторгнення в Україну | не брав участь через російське вторгнення в Україну |
| 2023–24 | Перша                                               | 12 з 20                                             | 28                                                  | 9                                                   | 12                                                  | 7                                                   | 36                                                  | 26                                                  | 39                                                  | 1/64 фіналу                                         |                                                                     |                                                     |                                                     |
| 2024–25 | Перша                                               | 15 з 18                                             | 24                                                  | 5                                                   | 9                                                   | 10                                                  | 22                                                  | 28                                                  | 24                                                  | 1/32 фіналу                                         |                                                                     |                                                     |                                                     |

## Емблеми клубу

Емблема ФК «Поділля» 1980—1991
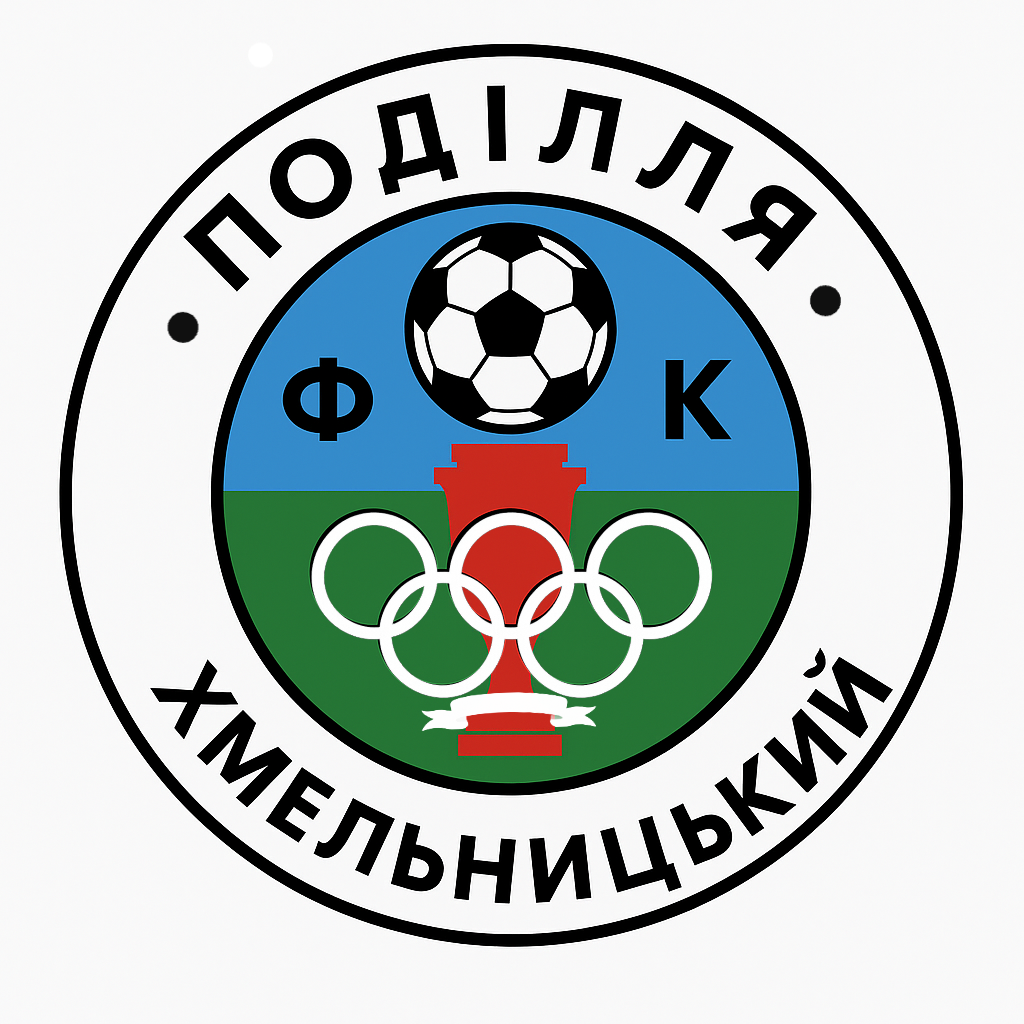
Емблема ФК «Поділля» 1992—1999
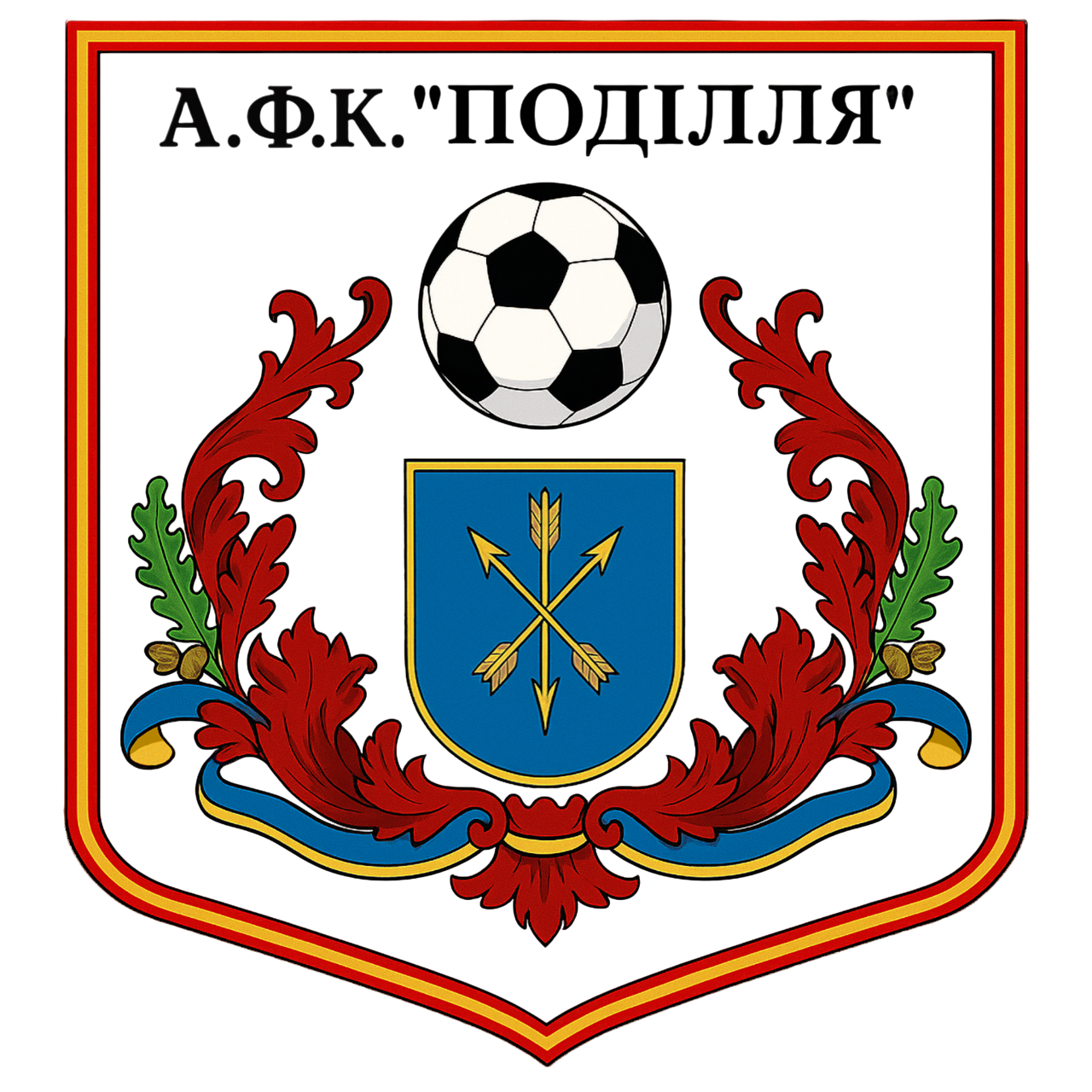
Емблема ФК «Поділля» 2000—2007
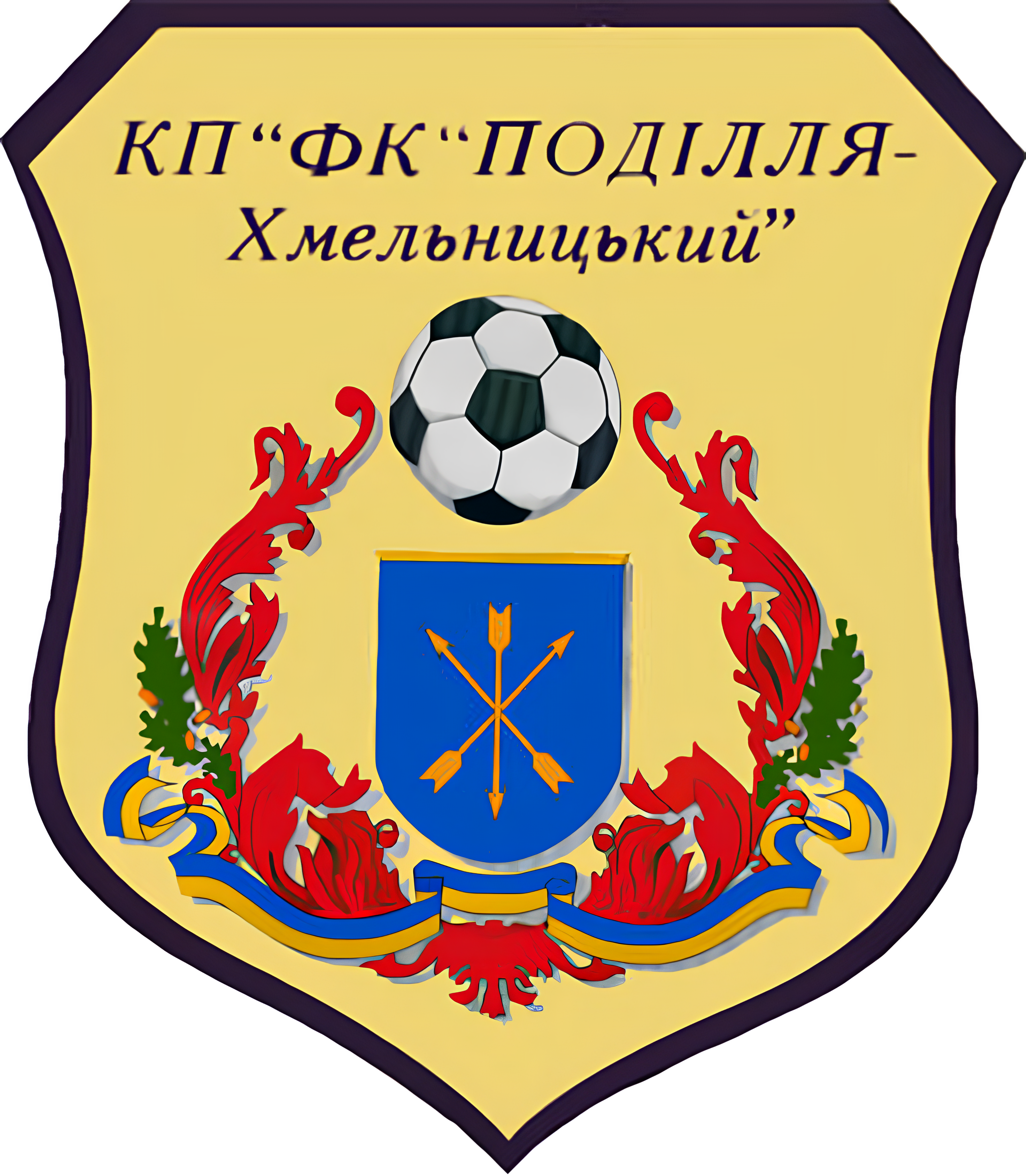
Емблема ФК «Поділля» 2007—2008

## Виробники ігрової форми
| Роки      | Виробник                                             | Титульний спонсор |
| --------- | ---------------------------------------------------- | ----------------- |
| 1926-1990 | — *                                                  | —                 |
| 1991      | Adidas                                               | —                 |
| 1992-1993 | Umbro                                                | —                 |
| 1993-1994 | Puma                                                 | North Am LTD      |
| 1994-1995 | Spall [Архівовано 15 жовтня 2019 у Wayback Machine.] | —                 |
| 1996-1998 | ?                                                    | ?                 |
| 1998-2001 | Practic                                              | —                 |
| 2002-2003 | — *                                                  | Gurses Intour     |
| 2003-2004 | Umbro                                                | —                 |
| 2004-2006 | ?                                                    | ?                 |
| 2007      | Joma                                                 | —                 |
| 2008      | Lotto                                                | —                 |
| 2010-2014 | ?                                                    | ?                 |
| 2014-2015 | — *                                                  | Фруктовий Рай     |
| 2016      | — *                                                  | Оболонь           |
| 2016-2017 | Joma                                                 | —                 |
| 2017-2018 | ARTY SPORT                                           | FORTRESS          |
| 2018-2021 | Utmost                                               | —                 |
| 2021-2023 | Kelme                                                | Favbet            |
| 2023-2024 | Macron                                               | Favbet            |
| 2024-     | Kelme                                                | KOLVI             |

* — виробник форми не мав брендового імені

## Відомі гравці
- Олександр Порицький
- Володимир Капличний
- Володимир Булгаков
- Сергій Сапешко
- Віктор Муравський
- Сергій Ковалець
- /  Ігор Ядлось
- Руслан Костишин
- Олександр Гуменюк
- Шевчук В'ячеслав
- Хома Ярослав
- Сендель Олексій
- Балицький Віталій
- Віктор Мацюк
- Ігор Панкратьєв
- Алваро Нгамба

## Легіонери Поділля
Список легіонерів ФК "Поділля"

## Досягнення
Чемпіонат УРСР
- Срібний призер — 1966

Україна
- 4-те місце в турнірі команд першої ліги: 1992
- Переможець турніру команд другої ліги, група «А»: 1998, 2021